# Рудня (Дзержинский район)
Ру́дня (бел. Рудня) — деревня в Негорельском сельсовете Дзержинского района Минской области Беларуси. В 10 километрах от Дзержинска, 45 километрах от Минска, 0,5 км от железнодорожной станции Негорелое, на левом берегу реки Перетуть (правый приток Уссы, бассейн Немана).

## История
Название деревни, скорее всего происходит от слова рудня — в прошлом так именовались небольшие предприятия по выплавке железа. Известна с XVIII века. С 1793 года в Койдановской волости Минского уезда, принадлежала Радзивиллам, после конфискации их имущества за участие в восстании — графом Гуттен-Чапским, Абламовичем и другим. В деревне находятся аамятники землякам и партизанам, погибшим в Великую Отечественную войну. 
Деревня основала во второй половине 18-го века, в Минском повете Минского воеводства ВКЛ, владение Радзивиллов.
В 1800 году насчитывалось 26 дворов и 107 жителей, имелась водяная мельница на реке Перетуть, во владении Доминика Радзивилла.
В середине 19-го века принадлежала помещику Абламовичу, владельца Негорелого. В 1870 году — 53 жителя мужского пола.
В 1917 году — 62 двора, 358 жителей. В 1920 году во время польской оккупации, действовала подпольная группа из 15 человек. С 9 марта 1918 года в составе провозглашённой Белорусской Народной Республики, однако фактически находилась под контролем германской военной администрации. С 1 января 1919 года в составе Советской Социалистической Республики Белоруссия, а с 27 февраля того же года в составе Литовско-Белорусской ССР, летом 1919 года деревня была занята польскими войсками, после подписания рижского мира — в составе Белорусской ССР. В 1926 году — 85 дворов, 380 жителей.  В 1930-е годы организован колхоз «Труд», который обслуживала Негорельская машинно-тракторная станция.
С 28 июня 1941 года по 7 июля 1944 года под немецко-фашистской оккупацией, на фронте погибли 20 жителей деревни.
С 1950-х деревня являлась центром колхоза «Красное Знамя».
30 октября 2009 года деревня передана из ликвидированного Негорельского поселкового совета в Негорельский сельсовет. По состоянию на 2009 год — центр филиала «Крион-Агро», ранее также имелись начальная школа, дом быта и продуктовый магазин.

## Население
| Численность населения (по годам) | Численность населения (по годам) | Численность населения (по годам) | Численность населения (по годам) | Численность населения (по годам) | Численность населения (по годам) | Численность населения (по годам) |
| 1800                             | 1909                             | 1917                             | 1926                             | 1998                             | 1999                             | 2004                             |
| -------------------------------- | -------------------------------- | -------------------------------- | -------------------------------- | -------------------------------- | -------------------------------- | -------------------------------- |
| 107                              | ↗ 149                            | ↗ 358                            | ↗ 380                            | → 380                            | ↘ 367                            | ↘ 366                            |
| 2010                             | 2017                             | 2018                             | 2020                             | 2022                             |                                  |                                  |
| ↗ 388                            | ↘ 386                            | ↗ 392                            | ↗ 397                            | ↗ 404                            |                                  |                                  |

## Улицы
В деревне Рудня насчитывается 7 улиц (на 2018 год), примечательным является то, что ни одна из них не имеет ярко выраженных черт главной или центральной улицы:
- Минская улица (бел. Мінская вуліца);
- Минский переулок (бел. Мінскі завулак);
- улица Гагарина (бел. вуліца Гагарына);
- Комсомольская улица (бел. Камсамольская вуліца);
- улица Дзержинского (бел. вуліца Дзяржынскага);
- Солнечная улица (бел. Сонечная вуліца);
- улица Независимости (бел. вуліца Незалежнасці).